# Aleš Neuwirth
Aleš Neuwirth (Ostrava, 4 gennaio 1985) è un calciatore ceco, difensore del Football Club Baník Ostrava.

## Palmarès

### Club

#### Competizioni nazionali
- Campionato ceco: 2

Baník Ostrava: 2003-2004
Viktoria Plzeň: 2010-2011